# Anna Śliwińska
Anna Elżbieta Śliwińska z domu Reszka (ur. 12 marca 1956 w Sosnowcu, zm. 9 marca 2015 tamże) – polska farmaceutka i działaczka społeczna, posłanka na Sejm VI kadencji.

## Życiorys
Córka Jerzego i Pelagii. Absolwentka II Liceum Ogólnokształcącego im. Emilii Plater w Sosnowcu oraz farmacji na Śląskiej Akademii Medycznej. Z zawodu farmaceutka, była właścicielką i kierownikiem apteki. Zaangażowana w działalność samorządu zawodowego (m.in. jako wiceprezes katowickiej Okręgowej Izby Aptekarskiej) oraz gospodarczego. Zajmowała się organizowaniem społecznych akcji (tj. „Aptekarze Dzieciom” i „Aptekarze Pacjentom: Leczenie może być tańsze”).
Bez powodzenia jako bezpartyjna kandydatka z listy Platformy Obywatelskiej kandydowała w wyborach w 2007 do Sejmu, zajmując pierwsze niemandatowe miejsce w okręgu sosnowieckim. Po śmierci Grzegorza Dolniaka w katastrofie polskiego Tu-154 w Smoleńsku uzyskała uprawnienie do objęcia po nim mandatu, na co wyraziła zgodę. Ślubowanie poselskie złożyła 19 maja 2010. W wyborach w 2011 bezskutecznie ubiegała się o reelekcję.
W 2007 otrzymała Srebrny Krzyż Zasługi.
Pochowana na cmentarzu parafialnym w Sosnowcu.